# Ґрондкі (Вармінсько-Мазурське воєводство)
Ґрондкі (пол. Grądki, нім. Groß Thierbach) — село в Польщі, у гміні Ґодково Ельблонзького повіту Вармінсько-Мазурського воєводства.
У 1975-1998 роках село належало до Ельблонзького воєводства.